# Фобос (мифология)
Фобос (др.-греч. Φόβος, «страх») — божество, олицетворявшее в греческой мифологии страх; сын бога войны Ареса и Афродиты, брат Гармонии и близнец Деймоса (ужаса). Фобос сопровождал своего отца в битвах. Возничий Эриды.
Изображен с головою льва на щите Агамемнона на ларце Кипсела.
Асаф Холл, открывший в 1877 году спутники Марса, назвал их в честь Фобоса и Деймоса.